# برثا فون سوتنر
برتا فون سوتنر (بالألمانية: Bertha von Suttner) كانت ناشطة سلام نمساوية ولدت في براغ في 9 يونيو 1843 وتوفيت في فيينا في 21 يونيو 1914. عملت سنة 1876 سكرتيرة لألفريد نوبل عندما كان يقطن بباريس. بقيت على اتصال مع ألفريد نوبل وكان يتبادلان الرسائل حتى وفاته سنة 1896. كانت رسالتها تعكس إرادتها على نشر السلام وتعتبر برتا العامل الذي دفع نوبل إلى إنشاء جائزة نوبل للسلام، كما تعتبر أول امرأة تنال جائزة نوبل للسلام، لتكون ثاني امرأة تنال جائزة نوبل بعد ماري كوري، وأول نمساوي ينال جائزة نوبل. تأثر فكر برتا بكل من هيربرت سبينسر وهنري توماس باكل وتشارلز داروين. كتبت سنة 1889 كتاب أسقطوا الأسلحة وأكسبها هذا الكتاب شهرة عالمية وأسست سنة 1891 مؤسسة نمساوية للسلام. صورتها اليوم محفورة على قطعة 2 يورو المنتجة في النمسا. حازت سنة 1905 على جائزة نوبل للسلام.

## نشأتها
وُلدت سوتنر في 9 يونيو 1843 في قصر كينسكي في منطقة أوبسني دفور في براغ. كان والداها، الملازم النمساوي فرانز دي بولا جوزيف غراف كينسكي فون وشينيتز أوند تيتاو، الذي توفي مؤخرًا عن عمر يناهز 75 عامًا، وزوجته صوفي فيلهلمين فون كورنر، التي كانت تبلغ من العمر خمسين عامًا. كان والدها عضوًا في مركز كينسكي التشيكي. تعود جذور والدة سوتنر إلى عائلة تنتمي إلى طبقة نبلاء غير معروفة، أقل مرتبة بكثير من باقي العائلات النبيلة، وهي ابنة جوزيف فون كورنر، ضابط سلاح الفرسان، وأحد أقارب الشاعر ثيودور كورنر. واجهت سوتنر لبقية حياتها الاستبعاد من الطبقة الأرستقراطية العليا في النمسا بسبب سلالتها المختلطة. لم يكن مؤهلا للتقديم في المحكمة سوى أولئك الذين يعود نسبهم لنسب أرستقراطي (إلى أجداد أجدادهم الأولين). كانت تعاني من الحرمان المادي لأن والدها، الابن الثالث، لم يكن لديه أي ممتلكات أو موارد مالية أخرى يمكن أن يرثها. عُمدت سوتنر في كنيسة سيدة الثلج، وهو ليس الاختيار التقليدي والأمثل للطبقة للأرستقراطية. بعد وقت قصير من ولادتها، انتقلت والدة سوتنر للعيش في برنو مع ولي أمرها لاندغريف فريدريش مايكل زو فورستنبرغ (1793-1866). أُرسل شقيقها الأكبر آرثر في سن السادسة إلى مدرسة عسكرية، وكان على اتصال بسيط بالعائلة. انضمت عمة سوتنر لوف وابنتها إلفيرا في عام 1855 إلى منزل الأسرة. كان والد إلفيرا مدرسًا خاصًا، وكان سنها قريبًا من سن سوتنر، وكانت مهتمة بمتابعة الأعمال والأنشطة الفكرية، وهي من قدمت سوتنر إلى الأدب والفلسفة. بعد تعمق سوتنر في قراءة الكتب والتعلم، أتقنت في سنوات مراهقتها اللغة الفرنسية والإيطالية والإنجليزية، تحت إشراف سلسلة من المعلمين الخصوصيين، ثم أصبحت عازفة بيانو ومغنية غير محترفة.
اعتبرت والدة سوتنر وخالتها أنفسهن مستبصرات، فاتجهن لفيسبادن في صيف عام 1856، للمقامرة، على أمل العودة إلى مدينتهن مع ثروة ضخمة. كانت خسائرهن ثقيلة لدرجة أنهن أُجبرن على الانتقال إلى فيينا برفقة بقية أفراد العائلة. خلال هذه الرحلة، تلقت سوتنر طلب زواج من الأمير فيليب زو سين-فيتجنشتاين-بيرلبرج، والذي رُفض بسبب صغر سنها. عادت الأسرة إلى فيسبادن في عام 1859، وكانت الرحلة الثانية غير ناجحة أيضًا، فكان عليهم الانتقال إلى منزل صغير في كلوسترنوبرغ. بعد ذلك بفترة وجيزة، نشرت سوتنر أول أعمالها المشهورة، وهي الرواية «اندرتراوما إم موندا» التي ظهرت في «المرأة الألمانية». أدت الظروف المالية السيئة المستمرة إلى خطبة سوتنر للثري غوستاف هاين فون غيلديرن، الأكبر سنًا منها والبالغ 31 عامًا من العمر، وقد وجدته غير جذاب، فرفضته في النهاية. سجلت في مذكراتها رد فعلها، مشمئزة من محاولته لتقبيلها.
أمضت العائلة الصيف في عام 1864، في باد هامبورغ التي كانت أيضًا وجهة مقامرة عصرية معروفة بين أفراد الطبقة الأرستقراطية في تلك الحقبة. أجرت سوتنر علاقات صداقة مع الأرستقراطية الجورجية إيكاترين دادياني، وأميرة مينجريليا، والتقت بالقيصر ألكسندر الثاني. سعت سوتنر للحصول على وظيفة لتكون مغنية في دار الأوبرا لجمع المال، بدلًا من البحث عن زوج ثري. تحصلت سوتنر على دورة مكثفة من الدروس، للعمل على صوتها وتحسينه، فامتدت تدريباتها لأكثر من أربع ساعات في اليوم. على الرغم من الرسوم الدراسية العالية التي تطلبها مدرس الموسيقى المرموق، غيلبرت دوبريز في باريس في عام 1867، وبولين فياردوت في بادن عام 1868، فإنها لم تتحصل على عمل رسمي على الإطلاق. عانت من رهبة خشبة المسرح ولم تكن قادرة على تقديم أداء جيد. في صيف عام 1872، خُطبت للأمير أدولف زو ساين-فيتجنشتاين-هوهنشتاين، الذي توفي في أكتوبر، في البحر أثناء سفره إلى أمريكا هربًا من ديونه.

## مدرس خاص في منزل سوتنر وحياتها في جورجيا
توفيت إلفيرا وولي أمرها فريدريك في عام 1866، وشعرت سوتنر، التي تتجاوز الآن سن الزواج المعتاد، بالقيود المتزايدة بسبب غرابة والدتها والظروف المالية السيئة للعائلة. وجدت في عام 1873 وظيفة لتصبح مدرسة ومرافقة لبنات كارل فون سوتنر الأربعة، اللواتي تتراوح أعمارهن بين خمسة عشر وعشرين عامًا. عاشت عائلة سوتنر ثلاثة مواسم من السنة في المدينة الداخلية في فيينا، وقضت الصيف في قلعة هارمانزدورف في النمسا السفلى. كان لسوتنر علاقة حميمة مع طلابها الأربعة الصغار، الذين أطلقن عليها اسم «بولوت» (بما معناه قصيرة وبدينة)، وذلك بسبب حجمها، وهو الاسم المستعار الذي ستعتمده لاحقًا عند نشرها كتبها الأدبية. كتبت اسمها تحت صيغة «ب. أولوت». سرعان ما وقعت في حب الأخ الأكبر للفتيات، آرثر جوندكار، الذي كان يصغرها بسبع سنوات. كانا مخطوبين ولكنهما غير قادرين على الزواج بسبب رفض ستونر. بتشجيع من أرباب عملها، راسلت سوتنر في عام 1876، إعلانا لإحدى الصحف، ما أدى إلى قبولها لتصبح سكرتيرة ومدبرة منزل لألفريد نوبل في باريس، لفترة وجيزة. في الأسابيع القليلة من عملها، طورت سوتنر علاقة صداقة مع نوبل، الذي على ما يبدو، هو من اتخذ مبادرات رومانسية نحوها. ورغم ذلك، التزمت ساتنر بوعدها لآرثر وعادت بعد فترة قصيرة إلى فيينا لتتزوجه بسرية، في كنيسة القديس أيغيد في غومبندورف.
هرب الزوجان إلى مينجريليا، حيث كانت سوتنر تأمل في الاستفادة من علاقتها بالحاكم السابق، في بيت دادياني. لدى وصولهم، استقبلهما الأمير نيكو برحابة صدر. استقر الزوجان في كوتايسي، حيث وجدا عملًا لتدريس اللغات والموسيقى لأبناء الطبقة الأرستقراطية المحلية. مع ذلك، فقد عانى الزوجان من صعوبات كبيرة على الرغم من علاقاتهما الاجتماعية الكثيرة، إذ عاشا في منزل خشبي بسيط، يتكون من ثلاث غرف لا غير. تفاقم وضعهما المالي عند اندلاع الحرب الروسية التركية في عام 1877، على الرغم من عمل آرثر مراسلًا حول هذا النزاع، لصالح نوي فري برس (الصحافة الحرة الجديدة). كتبت سوتنر أيضًا بشكل متكرر في هذه الفترة، للصحافة النمساوية، وعملت على رواياتها المبكرة، بما في ذلك كتابها «إس لويس»، الذي سردت فيه سردًا رومانسيًا عن حياتها مع آرثر. في أعقاب الحرب، حاول آرثر إنشاء شركة للأخشاب، لكنها لم تنجح.

## آرثر وبرثا فون سوتنر
كان آرثر وسوتنر معزولين اجتماعيًا إلى حد كبير في جورجيا، لقد حدّ فقرهما من مشاركتهما في المجتمع الراقي، ولم يتحدث أي منهما اللغة المرغلانية أو الجورجية بطلاقة. لدعم وضعهما المالي، بدأ كل منهما في الكتابة. في حين هيمنة كتابات آرثر خلال هذه الفترة على المواضيع المحلية، فإن كتابات سوتنر، لم تتأثر بالثقافة الجورجية.

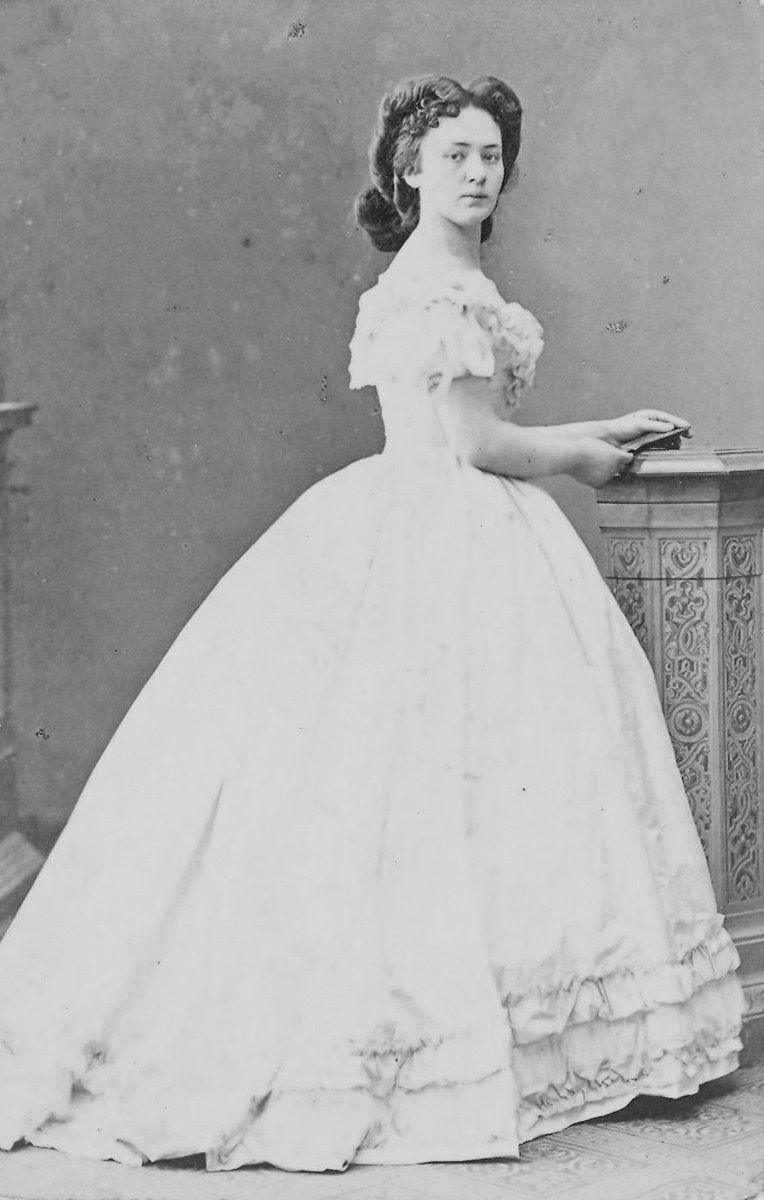
سوتنر في عام 1873

توفيت إيكاترين دادياني في أغسطس 1882. بعد ذلك بوقت قصير، قرر الزوجان الانتقال إلى تبليسي. عمل آرثر هناك في العديد من المجالات سعيًا لجمع ما أمكنه من المال، فعمل في مجال المحاسبة والبناء وتصميم ورق الحائط، بينما ركزت سوتنر إلى حد كبير على كتاباتها.

## روابط خارجية
- برثا فون سوتنر على موقع الموسوعة البريطانية (الإنجليزية)
- برثا فون سوتنر على موقع إن إن دي بي (الإنجليزية)